# Glypta griseldae
Glypta griseldae là một loài tò vò trong họ Ichneumonidae.